# Newton Cannon
Newton Cannon (22 de maio de 1781 – 16 de setembro de 1841) foi um político americano, o 8º governador do Tennessee, com mandato de 1835 a 1839. Ele também exerceu dois mandatos na Câmara dos Representantes dos Estados Unidos, nos períodos de 1814 a 1817 e 1819 a 1823. Cannon era um inimigo político assumido de Andrew Jackson e passou grande parte de sua carreira política, opondo-se sistematicamente contra as políticas dele.

## Início de vida
Nascido no Condado de Guilford, na Carolina do Norte, Cannon foi filho de Minos Cannon, que serviu como soldado no Exército Continental. Sua família mudou-se para uma área que mais tarde tornou-se parte do estado americano de Tennessee, no Condado de Williamson por volta de 1790.
Cannon recebeu uma educação escolar comum e tentou várias profissões como um homem jovem, trabalhando como um seleiro (faz selas de montaria), comerciante, topógrafo, dedicou-se ao estudo de direito, por fim tornou-se um plantador no Condado de Williamson.

## Carreira
Cannon ingressou na política em 1811, como Senador representando os Condados de Williamson, Rutherford, Maury, Bedford, Lincoln e Gilles no Senado estado do Tennessee, na 9ª legislatura. Ele combateu na guerra do Creek (guerra aos índios) em 1813 como um coronel do batalhão de rifles montados do Tennessee.
Em 1813, ele foi um candidato para a Câmara de Representantes dos Estados Unidos, perdendo a eleição para Felix Grundy. Ele ganhou eleição para o mesmo cargo pelo partido democrata-republicano, não obstante no ano seguinte após uma eleição especial realizada Felix Grundy renunciou. Cannon mais tarde foi reeleito para um mandato completo na câmara, com mandato de 16 de setembro de 1814 a 3 de março de 1817. Em 1819, ele aceitou uma atribuição do presidente James Monroe para negociar um tratado com os Chickasaw (índios). Foi novamente eleito para a câmara dos EUA na 16º legislatura e venceu a reeleição para a 17º legislatura, com mandato de 4 de março de 1819 a 3 de março de 1823.

### Governador
Cannon disputou o governo do Tennessee em 1827 em uma eleição que incluía inicialmente Sam Houston; o ex-governador Willie Blount; Felix Grundy e o envelhecido colonizador John Rhea. Cannon perdeu a eleição para Houston por uma votação de 44 426 para 33 410. Posteriormente retornou para o legislativo como senador do Estado, representando os municípios de Rutherford e Williamson na 18ª legislatura (1829–1830), e alinhou-se com Andrew Erwin, John Williams e Davy Crockett, para opor-se as posições de Jackson e seus aliados. Foi eleito como delegado à Convenção constitucional do Tennessee em 1834, na qual atuou como membro do Committee of the Whole (um comitê amplo e com deliberações importantes).
Cannon novamente concorreu para governador em 1835, derrotando o incumbente William Carroll por uma votação de 41 970 para 31 205. Carroll tinha sido um governador popular, mas ele estava procurando um quarto mandato consecutivo de dois anos apesar de uma disposição da constituição de estado que limitava para o governador o exercício de no máximo três mandatos consecutivos. Carroll argumentava que o limite de prazo para governador na Constituição original do estado já não se aplicava porque foi substituído pela nova Constituição em 1834. Cannon, no entanto, argumentou que a constituição de 1834 era uma revisão, e não uma substituta para a constituição original. O entendimento de Cannon aparentemente prevaleceu entre os eleitores. A eleição de Cannon também foi ajudada pela divisão dos democrata-republicanos do Tennessee sobre a candidatura presidencial dos EUA do tennesseano Hugh Lawson White em oposição a escolha do partido nacional de Martin Van Buren.
Cannon foi o primeiro membro do partido Whig eleito como governador do Tennessee. Tornou-se o primeiro governador beneficiado com o aumento dos poderes do cargo previstos na constituição do estado de 1834. Como governador, em 1836, ele convocou a primeira sessão extraordinária do legislativo na história do estado.
Cannon foi reeleito para um segundo mandato como governador em 1837, derrotando o General Robert Armstrong. Em seu segundo mandato como governador, ambas as casas do legislativo estadual foram controladas pelos Whigs e o poder legislativo aprovou propostas para criar um novo banco de estado e expandir o apoio do estado para melhorias internas, como estradas, ferrovias e canais. Um defensor para a educação pública, Cannon designou algumas receitas do banco estatal para pagar escolas. Cannon foi publicamente criticado por sua implementação da nova legislação, especialmente no leste do Tennessee, onde os eleitores ficaram impacientes sobre sua falta de apoio para a estrada de ferro de Hiwassee.
Em 1839, os democratas do estado, determinados a derrotar Cannon, convencidos pelo crescente poder político e pelo presidente da Câmara dos Representantes dos Estados Unidos James K. Polk, escolheram este para disputar contra aquele. Os dois candidatos visitaram o estado para fazer uma série de debates públicos, o primeiro dos quais ocorreu em Murfreesboro em 11 de abril de 1839. Cannon normalmente apresentou argumentos menos incisivos, foi ofuscado nos debates por Polk mais apto e hábil nas respostas. Na eleição, Polk derrotou Cannon por uma diferença de votos de 54 680 para 52 114.
Cannon queria disputar contra Polk em 1841, mas os líderes do partido Whig preferiram indicar James C. Jones, acreditavam que Cannon não seria capaz de derrotar Polk.

### Oposição a Andrew Jackson
Ao longo de sua carreira política, Newton Cannon era conhecido por seu antagonismo pessoal e político contra Andrew Jackson, cujas políticas opôs-se sistematicamente. Três diferentes suposições sobre os desentendimento entre ambos têm sido sugeridas como explicações para a origem da antipatia de Cannon para Jackson. O mais antigo destes desentendimentos ocorreu em uma pista de corridas de cavalos conhecida como "trevo baixo" a qual Jackson era sócio com dois irmãos, William e Patten Anderson. Cannon, supõe-se ter perdido quantias substanciais de dinheiro e outros bens nos jogos de azar na pista e é dito que culparam o Jackson e os Andersons para suas perdas, suspeitando de manipulação ou fraude. O segundo desentendimento ocorreu em 1812, quando Cannon serviu de jurado em julgamento de um dos três irmãos que foram acusados de homicídio na morte de Anderson Patten. Após o júri retornar com um veredicto de inocência,  diz-se que Jackson teria sacudido o punho para Cannon, dizendo "Eu vou marcar você, jovem". Talvez a explicação mais convincente é a desaprovação da liderança militar do General Jackson quando Cannon serviu como um líder de destacamento sob o comando de Jackson durante a guerra do Creek (guerra aos índios), pois acreditava que Jackson tinha deliberadamente exposto Cannon e seus homens a perigos desnecessários.

## Vida familiar
Cannon foi casado duas vezes. Em 1813, casou com Leah Pryor Perkins, que morreu em 1816. E em 1818 casou-se com Rachel Starnes Willborn.
Ele foi pai de dez filhos. Uma filha, Rachel Adeline Cannon Maney, foi durante muitos anos, proprietária do Oaklands Historic House Museum em Murfreesboro. As revistas da Guerra Civil de seu neto, também chamado de Newton Cannon, foram publicadas em 1963 como The Reminiscences of Newton Cannon: First Sergeant, 11th Tennessee Cavalry, C.S.A.

## Morte
Cannon morreu em Nashville aos sessenta anos, dois anos após sua última candidatura para governador. Ele foi enterrado em um cemitério em sua propriedade, localizada perto de Allisona, no Condado de Williamson.

## Legado
O Condado de Cannon, Tennessee, que foi criado durante o governo de Cannon, foi assim nomeado em sua homenagem.

## Fonte da tradução
- Este artigo foi inicialmente traduzido, total ou parcialmente, do artigo da Wikipédia em inglês cujo título é «Newton Cannon».